# Batu Sasak
Batu Sasak is een bestuurslaag in het regentschap Kampar van de provincie Riau, Indonesië. Batu Sasak telt 1124 inwoners (volkstelling 2010).